# Стари Јанковци
Стари Јанковци су место и средиште општине у западном Срему, у саставу Вуковарско-сремске жупаније, Република Хрватска. Према прелиминарним резултатима пописа из 2021. у општини је живело 3.282 становника, а у самом насељу је живело 1.130 становника.

## Историја
До нове територијалне организације у Хрватској, подручје Старих Јанковаца припадало је бившој општини Винковци.

## Насељена места
Нови Јанковци, Оролик, Слаковци, Сремске Лазе и Стари Јанковци.

## Становништво
На попису становништва 2011. године, општина Стари Јанковци је имала 4.405 становника, од чега у самим Старим Јанковцима 1.429.
| Попис 2011.‍   | Попис 2011.‍ | Попис 2011.‍ | Попис 2011.‍ | Попис 2011.‍ |
| ------------- | ----------- | ----------- | ----------- | ----------- |
|               |             |             |             |             |
| Хрвати        | Хрвати      |             | 3.162       | 71,78%      |
| Срби          | Срби        |             | 952         | 21,61%      |
| Мађари        | Мађари      |             | 214         | 4,86%       |
| остали        | остали      |             | 77          | 1,74%       |
| укупно: 4.405 |             |             |             |             |

## Попис 1991.
На попису становништва 1991. године, насељено место Стари Јанковци је имало 2.063 становника, следећег националног састава:
| Попис 1991.‍   | Попис 1991.‍  | Попис 1991.‍ | Попис 1991.‍ | Попис 1991.‍ |
| ------------- | ------------ | ----------- | ----------- | ----------- |
|               |              |             |             |             |
| Хрвати        | Хрвати       |             | 1.261       | 61,12%      |
| Мађари        | Мађари       |             | 358         | 17,35%      |
| Срби          | Срби         |             | 294         | 14,25%      |
| Југословени   | Југословени  |             | 59          | 2,85%       |
| Русини        | Русини       |             | 19          | 0,92%       |
| Муслимани     | Муслимани    |             | 5           | 0,24%       |
| Албанци       | Албанци      |             | 4           | 0,19%       |
| Словаци       | Словаци      |             | 4           | 0,19%       |
| Немци         | Немци        |             | 2           | 0,09%       |
| Бугари        | Бугари       |             | 1           | 0,04%       |
| Македонци     | Македонци    |             | 1           | 0,04%       |
| Црногорци     | Црногорци    |             | 1           | 0,04%       |
| остали        | остали       |             | 1           | 0,04%       |
| неопредељени  | неопредељени |             | 44          | 2,13%       |
| непознато     | непознато    |             | 9           | 0,43%       |
| укупно: 2.063 |              |             |             |             |